# Зелёные (Россия)
Росси́йская экологи́ческая партия «Зелёные» — действующая зарегистрированная российская зелёная политическая партия.
Была основана 7 сентября 1992 года главой Госсанэпиднадзора Е. Н. Беляевым и министром охраны окружающей среды и природных ресурсов В. И. Даниловым-Данильяном сначала как КЭДР, а после, как ЭП «КЕДР». С 2002 приобретает своё современное название, но становится малоактивной, и в 2008 году утрачивает регистрацию, становясь общественным движением. Возрождается после протестов 2011 года как зависимая от АП РФ партия-спойлер .

## История
В 1992 году при поддержке главного государственного санитарного врача Евгения Беляева создано Конструктивно-экологическое движение России «Кедр».
19 по 20 ноября 1994 года, на учредительном съезде, в Екатеринбурге, на базе общественного движения была создана Экологическая партия «Кедр». В Центральный совет партии входил глава Минприроды России В. И. Данилов-Данильян.
В 1997—1999 годах в деятельности партии принимал активное участие известный российский миллиардер Александр Лебедев, избранный её сопредседателем.
В 2002 году проходит перерегистрацию и меняет название, реорганизуясь в политическую партию «Российская экологическая партия Зелёные».
В период с 1993 по 2002 год и с 2008 по 2012 год существовала как общественное движение. В структуре партии действуют три автономные организации: «Зелёный патруль», детское движение «Зелёная планета» и Конструктивно-экологическое движение «Кедр», которое выпускало благотворительную лотерею «Природа». 6 июня 2012 года партия вновь официально зарегистрирована. Согласно предвыборной программе 2016 года партия поддерживает В. В. Путина, а предлагаемые ей мероприятия касаются почти исключительно экологической сферы.
Член Российского экологического общества, в 2010—2014 годах член Евразийского объединения зелёных партий.

### Реорганизация и восстановление
В ноябре 2008 года на XV Всероссийском съезде партии принято решение о прекращении деятельности партии и реорганизация её в Общероссийское общественное движение «Российское экологическое движение „Зелёные“», призвав своих членов и сторонников партии вступать в партию «Справедливая Россия».
12 января 2009 года в Единый государственный реестр юридических лиц внесена запись о прекращении деятельности Политической партии «Российская экологическая партия „Зелёные“» в связи с реорганизацией в форме преобразования в Общероссийское общественное движение «Российское экологическое движение „Зелёные“».
До реорганизации партия «Зелёные» насчитывала около 60 тысяч членов в 60 региональных отделениях.
11 февраля 2012 года состоялся съезд «Российского экологического движения Зелёные», на котором было принято решение о восстановлении организации в политическую партию.
6 июня 2012 года партия вновь зарегистрирована Министерством юстиции Российской Федерации.
В октябре 2019 году СМИ сообщали, что телеведущая Тина Канделаки может возглавить Российскую экологическую партию «Зелёные», однако в 2020 году она вступила в партию Новые люди.
23 декабря 2020 года партия вошла в политическую коалицию «Победа» под председательством Партии Возрождения России Игоря Ашурбейли, но после смены руководства вышли из этой коалиции.

### Смена руководства
15 мая 2021 года в Москве, в «Президент-отеле» состоялся внеочередной съезд партии, на котором приняло участие более 80 делегатов из 53 регионов. Съезд избрал новым председателем и лидером «Российской экологической партии Зелёные», директора Общероссийского движения «Зелёный патруль» Андрея Нагибина, сменив на этом посту Анатолия Панфилова. Также съезд избрал сопредседателей партии летчика-космонавта Сергея Ревина, председателя совета Башкортостанского регионального отделения, Депутата Государственного Собрания — Курултая Республики Башкортостан Руфину Шагапову, председателя Совета регионального отделения Красноярского края, члена Красноярского городского Совета депутатов Сергея Шахматова и директора ФГБУ «Кроноцкого государственного заповедника» Петра Шпиленок. Съезд принял новую редакцию Устава партии.
Ранее, 29 апреля 2021 председатель партии Панфилов А. А. опубликовал заявление о попытках рейдерского захвата партии с участием представителей власти, пригрозив губернатору Алтайского края международным скандалом, назначив проведение своего Съезда на 21—22 мая 2021 в гостинице Космос, на котором исключил из партии членов Центрального совета которые выступили организаторами проведения внеочередного съезда.
Однако Министерство юстиции Российской Федерации признало решение внеочередного съезда от 15 мая 2021 легитимным, в ЕГРЮЛ внесена запись о смене руководства и юридического адреса. Бывший председатель Панфилов заявил о намерениях обратиться в суд. По сведению информпорта Znak.com смена руководства Зелёных проходила с одобрения начальника Управления Президента России по внутренней политике Андрея Ярина. По сведению информпорта Znak.com Панфилов за продажу партии от Администрации просил 300 млн.рублей, отказавшись продать партию за 30 млн руб.
До смены руководства, центральный штаб партии находился по адресу Москва, улица Большая Якиманка, дом 38. После смены руководства, Штаб переехал на Лучников переулок дом 4, строение 1.
28 октября 2023 года состоялся внеочередной съезд партии «Зеленые». По его итогам Андрей Нагибин сохранил за собой пост Председателя партии. Сопредседателями партии стали председатель совета Башкортостанского регионального отделения, Депутат Государственного Собрания — Курултая Республики Руфина Шагапова, председатель Совета регионального отделения Красноярского края Сергей Шахматов, председатель совета Московского регионального отделения Александра Кудзагова.

## Выборы
В 1993 году партия принимала участие в качестве экологического движения «Кедр», в статусе политической партии Экологическая партия «Зелёные» четырежды принимала участие в парламентских выборах, выдвигая своих кандидатов в Государственную Думу Российской Федерации, в 1993 (0,75 %), 1995 (1,39 %), 1999 (снята с регистрации), 2003 годах (0,42 %), 2007 (отказано в регистрации), 2016 (0,76). На выборах президента в 2008 году поддержала кандидата на пост Президента России Дмитрия Медведева.
В 2003 году Российская экологическая партия «Зелёные» участвовала в выборах в Народный Хурал Калмыкии — 2,51 %, а также в составе блока «Ульяновцы» (с движением «Инженерный прогресс России») в Законодательное собрание Ульяновской области — 4,29 %.
В декабре 2005 года на выборах в Мосгордуму IV созыва Российская экологическая партия «Зелёные» без какой-либо финансовой поддержки набрала 2,64 %.
В 2007 году экологическая партия «Зелёные» при финансовой поддержке президента благотворительного фонда Группы СОК Илоны Качмазовой получила 7,62 % (69 445 голосов), проведя по партийному списку 1-го депутата в Самарскую Губернскую думу 4-го созыва, место которое в областном парламенте заняла топ-менеджер группы СОК Суркова Эльвира Георгиевна.
В 2012 году Российская экологическая партия «Зелёные» на выборах депутатов Думы Берёзовского городского округа Свердловской области получила два мандата, получив рекордные 14,88 % голосов избирателей. Депутатами были избраны Еланцев Андрей Александрович и Акберов Илюс Фагимович.
В 2013 году представитель экологической партии, был избран депутатом по одномандатному округу № 11 в Государственного Собрания Республики Башкортостан Шагапова Руфина Аликовна и по одномандатному округу № 3 в Ярославской областной думы Фомичёв Роман Юрьевич.
В 2013 году в рамках проекта «ЭКОSPORT» на выборах губернатора Московской области двукратная чемпионка России по теннису Надежда Гуськова провела совместную пресс-конференцию с кандидатом Российской экологической партии «Зелёные» Еленой Гришиной.
В 2014 году экологическая партия «Зелёные» провела по списку 2-х депутатов в Парламент Кабардино-Балкарской Республики, получив 5,11 % (19 372 голосов) и одного депутата по одномандатному округу в городской Совет г. Асбест, Свердловской области Наталью Крылову.
На Выборах в Государственную думу (2016) федеральный партийный список возглавлял Олег Митволь, по итогам партия получила 0,76 % (399 429 голосов).
На Президентских выборах (2018), председатель партии заявлял о выдвижении кандидата, депутата Госсовета Республики Башкортостан Руфину Шагапову, однако партия не выдвигала своего кандидата, поддерживая действующего президента В. В. Путина.
В Единый день голосования 9 сентября 2018 года партия в Красноярский городской совет набрала 6,63 % получив по списку 1 место. На выборах губернатора Хабаровского края, партийный кандидат Андрей Петров прошёл муниципальный фильтр и был зарегистрирован, получив 13 487 голосов избирателей	(3,81 %). После выборов занял должность Заместителя начальника управления лесами Правительства Хабаровского края. другим кандидатам на пост глав регионов в Московской области Ильдару Неверову, в Новосибирской области Владимиру Кириллову, в Республике Хакасия Сергею Ербягину и в Москве Сергею Ревину избирком отказал в регистрации. В городской совет Майкопа партии также было отказано в регистрации списка.
В Единый день голосования 8 сентября 2019 года на выборах в городской совет Солнечногорска, Московской области партия набрала 7 % получив по списку один мандат, который получил Алексей Гусенков.
На Выборах мэра Новосибирска партия выдвинула депутата Дарью Украинцеву, избирательная кампания которой проходила под лозунгом: «Зелёный мэр — Зелёный город». В этом же году на Выборах губернатора Курской области (2019) партийный кандидат Татьяна Черникова прошла муниципальный фильтр и была зарегистрирована, получив 12 649 голосов избирателей (3,30 %).
26 июня 2020 года прошёл съезд партии, несмотря на то, что партия имела квоту на выдвижение кандидатов без сбора подписей на довыборы в Государственную Думу в Курской, Пензенской, Ярославской и Республики Татарстан — было принято решение отказаться от выдвижения кандидатов на довыборах в госдуму.
В Единый день голосования 13 сентября 2020 года на выборах партия в Законодательное собрание Новосибирской области набрала 16 045 голосов (2,64 %), сам председатель регионального отделения в Новосибирской области Игорь Украинцев был избран депутатом городского совета депутатов Новосибирска по Заельцовскому одномандатному округу.
На выборах в городские советы Орла и Иванова партия получила 2,36 и 2,87 %.
На выборах городского совета города Электросталь партия получила 7,63 %. В городской совет города Октябрьский партия получила 6,93 %, по одному мандату в каждом городе. Также избралось около 30 муниципальных депутатов от партии в Башкортостане.
На муниципальных выборах в Самаре, председатель регионального отделения в Самарской области Олег Комаров избран муниципальным депутатом Кировского района городского округа Самара.
На Выборах в Государственную думу (2021) получила 0,91 % голосов, обойдя партию Роста и Родину. На выборах в региональный парламент Самарской области, партия получила 1,64 % голосов. Главным достижением партии в 2021 году стало прохождение в Законодательное собрание Красноярского края. Региональная группа, которую возглавлял сопредседатель партии С.Шахматов набрала 5,11 % голосов.
По итогам единого дня голосования в 2023 году партия сохранила свою фракцию в Красноярском городском совете в составе одного депутата, при этом улучшив свой результат с 6,63 % до 9,37 % голосов. В том же Красноярском крае на выборах губернатора кандидат от партии Зеленые Ирина Иванова заняла 3-е место, получив 8,25 % голосов.
На выборах в законодательные собрания регионов, партия Зеленые сохранила своего депутата в курултае Башкортостана. В других регионах партия не смогла преодолеть барьер — в Ненецком автономном округе — 2,95 % голосов, Архангельской области — 2,1 % голосов, Смоленской области — 1,1 % голосов.
В Единый день голосования 8 сентября 2024 года} партия выставила 260 кандидатов.
На выборах в парламент Кабардино-Балкарии партия сохранила за собой статус парламентской партии, получив 20295 голосов(5,06 %) — 2 мандата. В республике Башкортостан партия преодолела проходной барьер на выборах городского совета города Октябрьского, получив 6,76 % и 1 мандат. Так же в республике были избраны еще 20 муниципальных депутатов.
Муниципальные депутаты избрались в Пензенской, Московской областях, а так же Краснодарском крае.
На выборах губернатора Санкт-Петербурга партия выставила кандидатуру муниципального депутата округа Ульянка — Павла Брагина. По итогам выборов занял 3-е место (из 4-х кандидатов), набрав 11,79 % голосов. На муниципальных выборах, проводившихся одновременно с губернаторскими, партия получила 2 депутатских мандата.

## Партийные проекты

Дарья Украинцева — зелёный кандидат на выборах мэра Новосибирска 2019

| Проект          | направления                            | Руководитель              |
| --------------- | -------------------------------------- | ------------------------- |
| Зелёный патруль | Волонтёрская экологическая организация | Андрей Николаевич Нагибин |

### Союзники
- 1995—2002 год Наш дом Россия (НДР); Женщины России,
- 2002—2006 год Российская партия Жизни (РПЖ),
- 2006—2012 год Справедливая Россия (СР) — Председатель Зелёных Анатолий Панфилов в период с 2008 по 2012 год входил в состав президиума центрального совета «Справедливой России»,
- 2009—2012 год Проект «Зелёный патруль» дружил с движением «Гражданские силы» партии Гражданская Сила,
- 2013— н.в. Общероссийский народный фронт (ОНФ)[61],
- 2020—2021 Партия возрождения России — коалиция Победа[62].

### Международное сотрудничество
5 октября 2010 года, по инициативе Партии зелёных Украины было создано международное объединение Евразийское объединение зелёных партий (ЕОЗП) соучредителями и членами которого стали: Российская экологическая партия Зелёные, Белорусская партия «Зелёные» и казахская партия Руханият. Созданное объединение базируется на платформе «Партии зелёных Украины» со штаб-квартирой в Киеве. В 2014 году со смены власти на Украине «Евразийское объединение зелёных партий» (ЕОЗП) прекратило своё существование.
В ноябре 2024 года представитель партии участвовал в I саммите зеленых партий ARAL — 2024, на котором был заключен меморандум о сотрудничестве с партиями зеленых Казахстана, Киргизии, Узбекистана и Монголии.

## Идеология
Согласно предвыборной программе, принятой в 2016 году, партия поддерживает «концепцию реформ» В. В. Путина. Также партия выступила за следующие мероприятия, в основном в области охраны окружающей среды:
- Развития фермерства для обеспечения населения России экологически чистой сельскохозяйственной продукцией российского производства;
- Продвижение новых технологий по переработке и утилизации отходов;
- Государственная поддержка российской науки для создания экологически чистых технологий;
- Развитие альтернативной энергетики и энергосбережение;
- Регистрация и ограничение количества домашних животных (собак и кошек), создание сети приютов для бездомных собак и кошек;
- Ужесточение наказания за уничтожение особо ценных видов животных;
- Ликвидация передвижных и контактных зоопарков;
- Создание непрерывного экологического образования;
- Ужесточение наказания за экологические правонарушения;
- Развитие экотуризма в России;
- Развитие массового спорта;
- Создание сети дешёвых народных гипермаркетов и закусочных, где будет реализовываться экологически чистая российская продукция;
- Прекращение сокращения числа районных больниц;
- Увеличение государственных ассигнований в российскую фармацевтическую промышленность и науку для обеспечения населения России лекарственными средствами.

Каких-либо инициатив в иных сферах (внешняя политика, оборонная сфера и другие) предвыборная программа партии 2016 года не содержит.

## Известные личности
- Панфилов, Анатолий Алексеевич — председатель Центрального Совета РЭП Зелёные (1993—2021)
- Ревин Сергей Николаевич — лётчик-космонавт.
- Беляев, Евгений Николаевич — заместитель министра здравоохранения РСФСР, главный государственный санитарный врач РСФСР, один из основателей движения «Кедр».
- Данилов-Данильян Виктор Иванович — министр охраны окружающей среды и природных ресурсов Российской Федерации.
- Онищенко, Геннадий Григорьевич — главный санитарный врач России, член общественного консультативного совета партии Кедр / РЭП Зелёные с 1993 года[67].
- Якубович, Леонид Аркадьевич — Актёр, ведущий программы Поле чудес, в 1995 был участником предвыборной тройки списка кандидатов партии Кедр под № 2 на выборах ГД 1995.
- Тарасов, Артём Михайлович — в 1995 был финансистом и участником предвыборной тройки списка кандидатов партии Кедр под № 3 на выборах ГД 1995 года.
- Чёрной Лев Семёнович — На выборах ГД 1995 был финансистом экологической партии Кедр.
- Лебедев, Александр Евгеньевич — политик, банкир (заместитель председателя движения Кедр / с 1996—1999 год)[68].
- Качмазова Илона Викторовна — президент благотворительного фонда Группы СОК, в 2006—2009 гг. входила в состав соучредителей регионального отделения партии в Самаре[69] В 2007 была финансистом в Самарской области, проведя партию в по списку в Самарскую Губернскую думу.
- Гришина Елена Владимировна — заместитель председателя партии Зелёные, член общественного совета при Росприроднадзорe, член Общественной палаты Московской области.
- Митволь, Олег Львович — На выборах ГД 2016 возглавлял список и был финансистом партии.
- Рявкин, Александр Юрьевич — заместитель председателя партии Зелёные в 2019—2021 гг, основатель партии Гражданская сила.

## Финансирование партии
«Зелёные» не получают государственного финансирования за голоса избирателей. Членские взносы в партии отсутствуют. По годам «официальные» доходы партии составили:
- 2020 год — 2 млн. 143 тыс. руб.[71];
- 2019—2020 годах 30 млн руб. на содержание аппарата от А. Ю. Рявкина, в декабре 2020 г. 1 млн.руб от И. Р. Ашурбели.
- 2007 год более 3 млн долларов от Группы СОК на областные выборы в Самарской области;
- 2015 год — 720,1 тыс. руб.;
- 2014 год — 299,2 тыс. руб.;
- 2013 год — 1320,2 тыс. руб.;
- 2012 год — 418,4 тыс. руб.